# Eubranchus rubropunctatus
Eubranchus rubropunctatus Edmunds, 1969 è un mollusco nudibranchio della famiglia Eubranchidae.

## Distribuzione
Questa specie è stata descritta tra le radici dell'erba anguilla (Cymodocea ciliata) a Oyster bay, Dar-es-Salaam, Tanzania. È stata segnalata da Heron Island, Queensland, Australia.